# DN1N
DN1N (Centura Apahida-Vâlcele) este un drum național secundar din România, care leagă Feleacu, Cluj de Sub Coastă, Cluj.